# Чадак (река)
Чадак (Чадаксай, Чаадаксай, узб. Chodaksoy) — река в Папском районе Наманганской области Узбекистана, левый приток Сырдарьи. Формируются в северо-западной части Ферганской долины, на юго-западном склоне Кураминского хребта. На всём протяжении водоток сохраняет южное направление течения. На берегу реки стоят посёлки Алтынкан и Чадак. Пересекает Северный Ферганский канал у посёлка Пунган. По бассейну реки, вдоль русла проложена автотрасса международного значения Ташкент — Андижан — Ош — Кашгар (А-373), с которой Чадак пересекается. Не доносит своих вод до Сырдарьи, так как они разбираются для орошения и теряются в обширных конусах выноса.
В прошлом река Ризаксай (Резаксай) являлась правым притоком реки Чадак, сливаясь с ней ниже одноимённого посёлка, на высоте около 840 м. В настоящее время притоки Резаксай, Саваксай и Кудуксай не доходят до Чадака.
Питание — снего-ледниковое. Используется для орошения сельскохозяйственных угодий. Средние за вегетационный период расходы воды в пункте Джулайсай: норма 6,4 м³/с, наименьший 2,3 м³/с, наибольший 18,9 м³/с.
Бассейн реки Чадак является лавиноопасной зоной.